# Noordpolder van Ossendrecht
De Noordpolder van Ossendrecht is een natuurgebied ten noordwesten van Ossendrecht. Het meet 128 ha en is eigendom van de Vereniging Natuurmonumenten.
De Noordpolder is een in 1685 ontgonnen polder die aansluit bij de Brabantse Wal. Het oorspronkelijke ontginningspatroon is nog aanwezig in de loop van de sloten. In de nabijheid ligt een steilrand, met een hoogteverschil over korte afstand van 17 meter. Vanaf de Brabantse Wal stroomt grondwater in de richting van de polder en daar komt het als kwel weer aan de oppervlakte. In de polder groeien onder meer bosbies, koningsvaren, cyperzegge, pluimzegge en watereppe.
In de knotwilgen broeden steenuilen en de vochtige weilanden dienen als pleisterplaats voor grauwe gans en kolgans. Het gebied is vanaf de ten westen ervan gelegen Schenkeldijk goed te overzien.
Tot het bezit behoren ook enkele op de Brabantse Wal gelegen bosjes, zoals Vluchtheuvel en het Koepelbos, die uitzicht bieden over het poldergebied.

## Externe bron
- Noordpolder